# Roman Kołoniecki

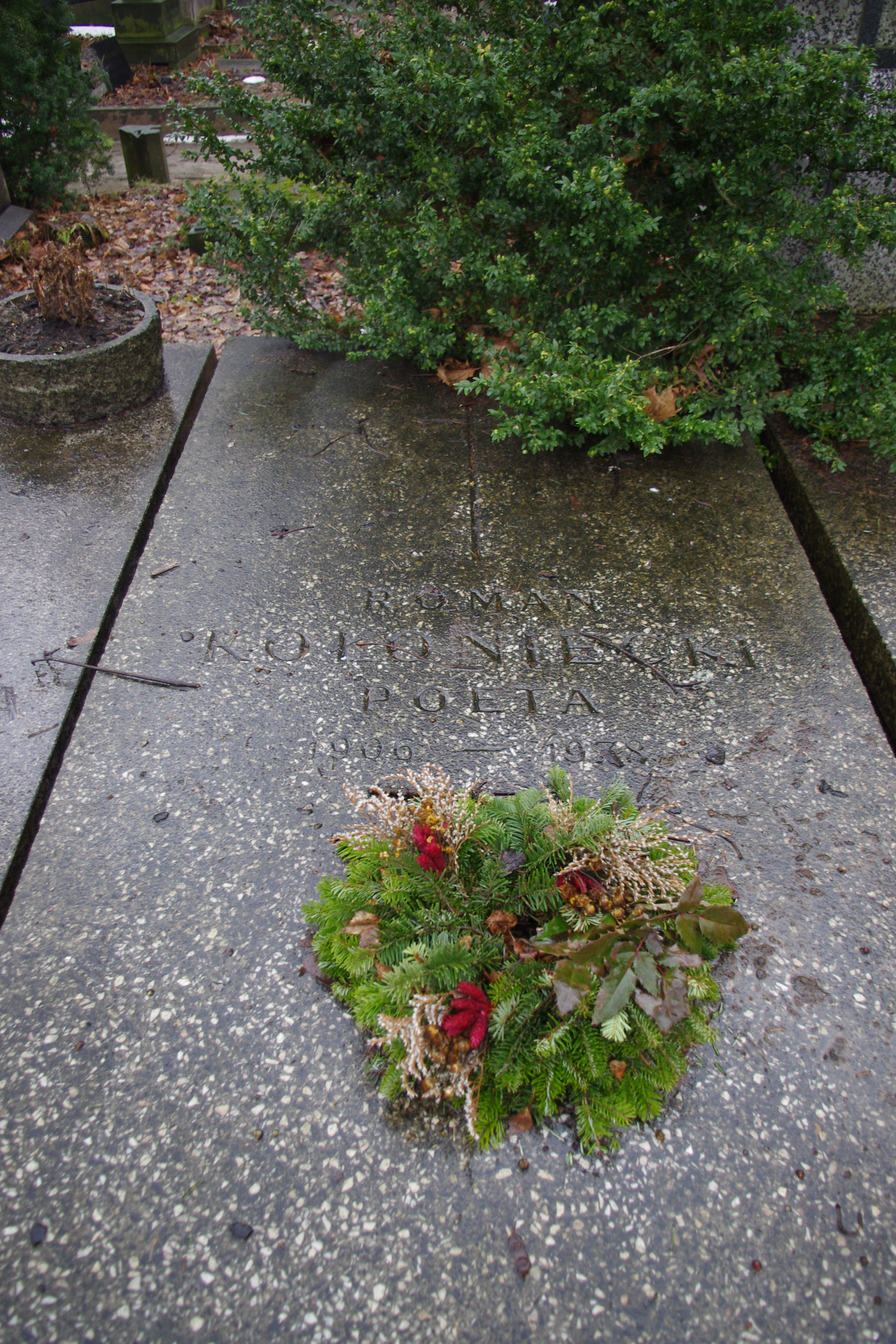
Grób poety Romana Kołonieckiego (1906–1978) na cmentarzu ewangelicko-reformowanym w Warszawie

Roman Kołoniecki (ur. 3 sierpnia 1906 w Warszawie, zm. 25 stycznia 1978 tamże) – polski poeta oraz tłumacz poezji francuskiej.

## Życiorys
Urodził się w rodzinie Władysława, szewca, i Korduli z domu Chełstowskiej. W latach 1916–1918 pobierał nauki w szkole Rady Głównej Opiekuńczej w Płocku. Po powrocie do Warszawy ukończył czteroklasowe Progimnazjum św. Klemensa, od 1922 uczęszczał do I Gimnazjum Męskiego Związku Zawodowego Nauczycielstwa Polskiego Szkół Średnich. W tym okresie, wraz z kolegą szkolnym Lucjanem Szenwaldem, założyli grupę literacką „My” i w latach 1925–1926 wydawali organ grupy – szkolne pismo „Pochodnia”, w którym drukował m.in. wiersze, przekłady i artykuły. W 1926 zdał maturę. W 1928–1930 należał do łódzkiej grupy literackiej „Meteor”. W 1930 ukończył studia na Wydziale Prawa Uniwersytetu Warszawskiego. Po studiach, dzięki stypendium Wydziału Sztuki Ministerstwa Wyznań Religijnych i Oświecenia Publicznego wyjechał do Francji, gdzie w Grenoble ukończył kursy języka i literatury francuskiej.
Debiutował w 1925 r. na łamach miesięcznika „Skamander”, jako tłumacz zadebiutował na łamach „Robotnika” przekładem wiersza Śmierci Jauresa Anny de Noailles. W 1927 r. ogłosił tom poezji Wschody i zachody. W latach 1925–1939 publikował wiersze, recenzje, przekłady i artykuły krytyczne w m.in. „Robotniku” (1925, 1928), „Skamandrze” (1925–1928), „Wiadomościach Literackich” (1927–1938), „Meteorze”, „Pamiętniku Warszawskim” (1931), „Czasie”, „Gazecie Literackiej”, „Gazecie Polskiej”, „Głosie Prawdy”, „Ateneum” (1938),  „Piórze” (1938), „Wiedzy i Życiu”, „Znaku”, „Tygodniku Ilustrowanym”.  W latach 1931–1937 był redaktorem tygodnika „Droga”, a w latach 1937–1939 tygodnika „Pion”. 
W 1932 r. został członkiem sekcji tłumaczy Związku Zawodowego Literatów Polskich, a w 1935 r. członkiem rzeczywistym ZZLP, należał również do Polskiego PEN Clubu. Należał też do Polskiego Towarzystwa Tatrzańskiego, Polskiego Towarzystwa Krajoznawczego, Polskiego Towarzystwa Muzyki Współczesnej.
Podczas okupacji niemieckiej przebywał w Warszawie i Podkowie Leśnej w domu Jarosława Iwaszkiewicza, gdzie pracował jako osobisty sekretarz poety i nauczyciel jego córek, działał w tajnym nauczaniu.
Po wojnie, w 1945 r. prowadził w Poznaniu Klub Satyryków „Kukułka”. W listopadzie 1945 r. został wybrany wiceprezesem zarządu Poznańskiego Oddziału Związku Zawodowego Literatów Polskich. W 1946 r. powrócił do Warszawy, gdzie przez kilka miesięcy pełnił funkcję sekretarza miesięcznika „Problemy”. Równocześnie do lata 1947 pracował w Wydziale Kontroli Audycji Polskiego Radia. Następnie przez pół roku przebywał za granicą – we Francji, Belgii i Anglii. W latach 1948–1949 był lektorem wydawnictw „Panteon” i Spółdzielni Wydawniczej „Wiedza”. Publikował swoją twórczość na łamach czasopism: „Przekrój” (1945), „Szpilki” (1945), „Życie Literackie” (1945–1955), „Tygodnik Powszechny” (1945–1957),  „Twórczość” (1946–1975), „Stolica” (1948), „Dziś i Jutro” (1948–1954), „Nowa Kultura” (1957–1961), „Kamena” (1958–1961), „Kierunki” (1960–1965), „Literatura” (1973), „Poezja” (od 1971).
Tłumaczył poetów francuskich, m.in. Guillaume’a Apollinaire, Paula Claudela, Valéry’ego Larbauda, Stephane’a Mallarmé, Éluarda Paola, Jules’a Supervielle’a, Paula Valéry’ego, poetów włoskich: Giosuè Carducciego, Ugona Foscolo, Giacomo Leopardiego, Adę Negri, Giuseppe Ungarettiego oraz irlandzkiego – Williama Butlera Yeatsa.
Pod koniec lat 30. był związany z poetką Henryką Łazowertówną, po wojnie ożenił się z dr Anielą Wolską z domu Faterson, fizyczką, pracowniczką UW.
Zmarł w Warszawie, pochowany na cmentarzu ewangelicko-reformowanym (kwatera 2-2-4).

## Twórczość wybrana - tomiki poezji
- Elegie zielonoświąteczne
- Powrót na Stare Miasto
- Ramię do ramienia
- Dno milczenia
- Sen bez snów
- Poezje wybrane
- Wiersze wybrane
- tłumaczenia poezji Paula Valéry'ego

## Nagrody i odznaczenia
- 1936 – Nagroda miasta Warszawy
- 1960 – Nagroda Polskiego PEN Clubu za przekłady z literatury obcej na język polski[4]
- 1966 – Krzyż Kawalerski Orderu Odrodzenia Polski[5]